# Pasta de cocaína
La pasta base de cocaína (llamada  PBC, pasta base, pasta, paco, bazuco, entre otros) se refiere al sulfato de cocaína impuro, un producto intermedio en el proceso clandestino de la elaboración del clorhidrato de cocaína ("cocaína inhalable"). Contiene más impurezas que el clorhidrato (antes de ser adulterados), ya que los pasos posteriores incluyen purificaciones. Tal como la base libre de cocaína ("crack"), es insoluble en agua y se consume fumando, ya que se vaporiza; a diferencia del clorhidrato de cocaína, que se quema al calentarse y es muy hidrosoluble.[cita requerida]
La dosis pesa solo entre 10 y 30 miligramos. Su principio activo es la cocaína (en forma de sulfato), una droga estimulante del sistema nervioso central, proveniente de una planta natural americana, la coca, al que a menudo "estiran" o adulteran con otros componentes como cafeína, manitol y bicarbonato de sodio, entre otros.[cita requerida]
Ingresa al organismo luego de ser fumado en instrumentos especialmente diseñados para tal fin, lo que genera efectos mucho más intensos que la vía de administración nasal (aunque menor que la intravenosa), entre los que se encuentra la euforia y el placer. El efecto, sin embargo, es mucho más efímero (unos 10 minutos), por lo que genera mayor dependencia, y aumento de la frecuencia de su uso, llevando a las personas a consumir decenas de dosis diarias.[cita requerida]
En los minutos que siguen a su absorción, aparecen los efectos sobre el sistema nervioso central, con riesgo de pérdida de conocimiento y convulsiones; luego se afecta el sistema cardiovascular, produciendo alteraciones del ritmo cardíaco y aumento de la tensión arterial, lo que pone en riesgo la vida. Si el consumo está asociado a bebidas alcohólicas u otras drogas, el efecto perjudicial se multiplica.[cita requerida]
Con el uso prolongado, aun en corto tiempo, el deterioro neurológico y por ende intelectual del sujeto se hace evidente, se acompaña también de alteraciones pulmonares y cardíacas, marcada pérdida de peso y estado de abandono personal. Existen consecuencias indirectas asociadas como los traumatismos o lesiones por accidentes o riña, en ocasiones, graves.

## Modo de consumo y armado
Se suele consumir fumándola en pipas (generalmente caseras), con marihuana o con tabaco en forma de cigarrillo. Debido a su composición química, es altamente tóxica y al ser muy breve su efecto (entre 10 y 15 minutos) es extremadamente adictiva. Se obtiene a través de la extracción de alcaloides de la hoja de coca que no llegan a ser procesados hasta convertirse en el clorhidrato de cocaína, que es la forma más común y buscada de presentación de esa sustancia. La extracción de los mismos se realiza mediante la maceración de la hoja de coca en queroseno u otros solventes, pero por la escasez de precursores químicos para convertir este grupo de alcaloides en la sal de cocaína por reacción con el ácido clorhídrico, se vende de esta forma en buena parte de Sudamérica.[cita requerida]
Sus efectos secundarios son muy similares a los de la cocaína, el riesgo a la salud es mucho más alto por residuos de disolventes y otras sustancias nocivas que contiene. Debido a que la cocaína, componente activo, no está refinada, se le suelen llamar "fondo de olla", haciendo referencia a que son los restos que quedan de la conversión de la pasta base a clorhidrato de cocaína.[cita requerida]
El consumo de pasta base se realiza a través de pipas caseras (que pueden ser latas agujereadas, antenas de televisión, tubos de aluminio, entre otras), donde se mezcla el producto con viruta de metal y ceniza de cigarrillo de tabaco o virulana metálica a modo de filtro.[cita requerida]
Es muy común entre los sectores más pobres por su bajo costo y fácil adquisición en las calles.[cita requerida] Por otro lado, es cada vez más común el consumo de "freeway o mixto", es decir marihuana mezclada con pasta base y consumida como cigarrillo en lugar de pipa, ya que con ello el efecto es más suave y duradero.[cita requerida]
Un error muy común es llamar crack a la pasta base, y viceversa. El crack básicamente se hace con clorhidrato de cocaína y con bicarbonato de sodio y agua o amoniaco. En cambio, la pasta base es la pasta de cocaína previa al refinamiento o a veces el sobrante de este.  Puede decirse que la pasta base está en el paso previo a la cocaína y el crack está en un paso posterior, sin embargo son drogas muy parecidas y homólogas.[cita requerida]

## Etapas que atraviesa el consumidor
- Euforia: disminución de las inhibiciones, sensación de bienestar y placer muy intenso, de poder, aceleración del ritmo cardíaco y latidos más fuertes.
- Disforia: comienzo de sentimiento de angustia, depresión e inseguridad, necesidad imperiosa de volver a fumar para evitar esa caída tan abrupta que siente el consumidor.
- Adicción: consumo sin interrupciones, buscando mitigar la sensación de disforia o deseando la sensación de euforia previa.
- Etapa de psicosis y alucinaciones (en consumidores compulsivos y que ya lleven mucho tiempo consumiéndola o en personas con tendencias genéticas a sufrir desequilibrios mentales suele desencadenar los mismos a muy corto plazo): surge la pérdida de contacto con la realidad, agitación, paranoias, agresividad y alucinaciones que pueden durar semanas (siempre y cuando no se deje de consumir).

La euforia que siente el usuario al ingerir una dosis dura de 2 a 15 minutos, dependiendo de la cantidad y la calidad de la droga. Considerando lo anterior y la adicción a la misma, cuando un consumidor empieza fumando una dosis generalmente sigue hasta que se le agotan sus recursos, volviendo repetidamente a la "boca de venta" a buscar más, cegado por las ansias de volver a fumar.
Durante la euforia, pueden manifestarse diversos efectos según la persona, puede parecer atontada, se queda sin hablar y se le abren los ojos más de lo normal, se le dilatan las pupilas, puede manifestar una verborragia desmedida y más aceleración que la cocaína, en muchos individuos esa sensación de poder los torna agresivos y les quita la capacidad de razonar, rebajándose muchas veces al nivel de un animal. Luego de esta euforia pasajera todo lo demás es disforia y adicción o como se dice popularmente "fisura" o estar "doblado", "quebrado", la persona se vuelve seria y su único interés es seguir fumando a cualquier costo, de ahí viene el altísimo nivel de robos y asesinatos con tal de conseguir su dosis, que nunca es suficiente para el que la consume.
Si se tuviera que comparar con la cocaína y a modo popular se puede decir que produce el efecto de la cocaína pero potenciado 10 veces, y con una duración mucho menor lo cual lleva a no poder dejar de fumarla para evitar el bajón, fisura, obviamente 10 veces peor que el de la cocaína.
Los consumidores de esta droga llamados paquitos, paqueros, fisuras, lateros, pasteros, pastabaseros, churrientos, angurris, piedreros, pierden el interés por cualquier actividad social y cultural. Inclusive llegan a estar sin bañarse por meses.[cita requerida]

## Consecuencias del consumo
Los consumidores frecuentes de pasta base, especialmente aquellos con escasos recursos económicos, suelen cometer delitos, prostituirse o vender sus pertenencias para obtener más de esta droga. La socióloga Alcira Daroqui, empleada en los juzgados de menores de Quilmes, cita a una joven adicta a la pasta base luego de su internación: "Yo agradecí haberle dejado mi piba a mi papá aunque él era violento, porque si no, yo era capaz de haberla vendido".
Según el gobierno de la provincia de Buenos Aires, el consumo intenso de pasta base puede producir muerte cerebral en al menos seis meses. El adicto a la pasta base puede fumar por día, en promedio, de diez a quince cigarrillos. El efecto de un cigarrillo de pasta base dura de dos a cinco minutos. 
Si bien la pasta base es una droga de bajo costo, la adicción que produce y su efecto breve obliga al consumo reiterado por parte del usuario, quien puede fumar una decena o más de cigarrillos de pasta base por día.
Los productos químicos que contiene son tremendamente dañinos para los órganos humanos, empezando por el hígado. Los usuarios también sufren de serios problemas mentales, como delirio y paranoia.
Se estima que en Argentina se consumen 400.000 dosis de pasta base por día. El Estudio Nacional sobre Consumo de Sustancias Psicoactivas del SEDRONAR indicó que el consumo de pasta base de cocaína creció en los últimos años un 200%. La organización Madres en Lucha, que reúne unas 150 mujeres con hijos afectados por el consumo de pasta base, advirtió que en la zona sur de la Ciudad de Buenos Aires y el conurbano mueren "dos jóvenes por semana" debido a causas relacionadas con la pasta base.

### Efectos secundarios
- Expectoración de sangre o mucosa sanguinolenta del tracto respiratorio.
- Verborrea incoherente.
- Su consumo durante el embarazo causa efectos dañinos al feto.[9]
- Sensación de ahogamiento y calor insoportable.
- Debilitamiento de los músculos.
- Reducción acelerada del peso corporal (en algunos casos produce anorexia).
- Desgano e insomnio.
- Midriasis.
- Náuseas y vómitos.
- Hipertensión arterial.
- Migraña severa.
- Taquicardia.
- Frecuentemente produce ulceraciones en los labios y la cavidad bucal.
- Caída de los dientes, especialmente los incisivos debido a la exposición continua de las toxinas presentes en el humo.
- Comportamiento errático y violento.
- Convulsiones[10]

### Efectos en las clases sociales consumidoras
Sus efectos son de tipo estimulante produciendo una intensa sensación de placer y estimulación del sistema nervioso central (SNC), que sucede en pocos minutos y deja al usuario con el deseo de repetir la toma una y otra vez. El basuco tiene los mismos riesgos que el consumo inmoderado de cocaína, pero además por su vía de administración afecta también a los pulmones y fácilmente ocasiona problemas cardio-vasculares y cerebrovasculares. También puede afectar las  encías.
Considerado formalmente como desecho químico, la sustancia se ha vuelto popular en las villas miserias de Argentina luego del colapso financiero sufrido en 2001. Con el fin de la convertibilidad, los traficantes interrumpieron la distribución de marihuana y cocaína para incentivar el consumo de la droga conocida como "basuco". En ese país, el paco ha adquirido el nombre de ladrón de cerebros por su dañino efecto en el sistema nervioso, mientras que los adictos a esta droga son corrientemente denominados como muertos vivos debido a su apariencia física.

## Situación legal
En Ecuador es legal la tenencia de hasta 2 g de pasta base por persona; y en Perú, hasta 50 gramos de PBC.

## Perspectivas
Su efecto devastador convierte al paco en quizás la única droga unánimemente rechazada por entendidos, difusores e incluso los mismos consumidores. En 2009 el toxicólogo argentino Carlos Damin dijo al numeroso público del diario La Nación (Argentina) que la alta tasa de adicción resulta del veloz efecto estimulante y opinó que la prevención consiste en la esencia de los vínculos familiares.
Partidarios de la legalización de las drogas sugieren que el fenómeno del paco sería consecuencia de la prohibición de la cocaína, lo que imposibilitaría en la práctica un control eficaz de la producción, y elevaría los precios, y que supuestamente la eliminación de la prohibición sacaría del mercado a este subproducto.

## Nombres comunes
- En Perú: pasta,[16] kete[17]

- En Bolivia: pitillo[17]
- En Colombia: basuco,[16] bazuco,[17] basuca;[18] comparable a bazuca[19] y, según Carlos Lehder, de basura de coca[20][21] (aunque más probablemente, juegos de palabras entre bazuca y "base de cocaina")
- En Chile: pasta base[16]
- En Ecuador: baserolo,[22] nave, pipa,[23] paquete, "tirado para atrás", base, pasta base, base de coca, teke, kete, tola, basuco, bazuco, plo-plo ("plo-plo" o "plo" es el más común), pistola (cuando es fumada en cigarro), triki-triqui (cuando es fumada en pipa, o cuando se mezcla con marihuana que también ésta mezcla es conocida como "Maduro" o "Maduro con queso").
- En Argentina y Uruguay: paco (de pasta base de cocaína), pasta, pasta base.[16]